# Altajski narodi
Altajski narodi etnolingvistička je porodica čiji su narodi i jezici rasprostranjeni poglavito u Aziji, i čije tri grane turska, mongolska i tungusko-mandžurska imaju srodan vokabular, morfološku i sntaktičku strukturu. Jezicima Altajske porodice služi se više od 50 naroda i raznih manjih plemena koji žive na području bivšeg SSSR-a, područjima Kine, Mongoliji, Anatoliji i dijelovima Europe. Prema nekim novijim jezikoslovcima altajskim jezicima trebalo bi pribrojati i japansku i korejsku granu, koji se inače vode kao izolirane porodice.
- Turski narodi obuhvaćaju niz naroda, čijom se pradomovinom smatra Turkistan. Ekspanzijom su se ovi narodi raširili sve do u Europu. Njihove najpoznatije skupine su Turci oko 60 000 000, Azeri 23 000 000, Turkmeni skoro 6 340 000, Uzbeci 24 000 000, Ujguri oko 9 100 000, Kazahi 11 550 000, Kirgizi 3 250 000, Tatari 7 250 000, Čuvaši 1 660 000, Baškirci 1 540 000, Karakaplaki oko 500 000, Jakuti 360.000, Altajci 88 000. Vjera ovih naroda poglavito je islam, postoji i šamanizam, napose u području Sibira među Jakutima te pravoslavno kršćanstvo među Čuvašima.
- Mongolski narodi obuhvaćaju Mongole, Burjate (isto od više grupa, među kojima i Alar-Burjati) i Kalmike. Njihov najpoznatiji prehrambeni proizvod je kumiss, fermentirano kobilje mlijeko, a od festivala Nadam Fair, u području Unutrašnje Mongolije. ostali pripadnici su: Bayad, Bogol, Bonan, Dariganga, Darkhad, Daur, Dongxiang, Durbet, Dzakhchin, Khoton, Mingat, Mongour, Olot, Sogwo Arig, Torgut, Tu i Tusa. među pravim Mongolima razlikuju se skupine: Halha Mongoli (Khalkha), Alxa Mongoli, Khamnigan Mongoli. Mongolskoj grupi naroda pripada oko 30 etničkih imena.
- Tungusko-mandžurska skupina obuhvaća tunguska i mandžurska plemena u istočnom Sibiru i susjednoj Kini.